# Adolfsfors en Köla
Adolfsfors en Köla (Zweeds: Adolfsfors och Köla) is een småort in de gemeente Eda in het landschap Värmland en de provincie Värmlands län in Zweden. De plaats heeft 118 inwoners (2005) en een oppervlakte van 39 hectare. Eigenlijk bestaat het småort uit twee verschillende plaatsen: Adolfsfors en Köla.